# Viola mandshurica
Viola mandshurica (укр. Фіалка маньчжурська; кит.: 东北堇菜, кор. 제비꽃, яп. スミレ) — багаторічна рослина родини фіалкових. 

## Поширення
Походить з Маньчжурії. Поширена на теренах Північного Китаю, Кореї, Монголії, Японії, Російського Сибіру.